# Bjølsen

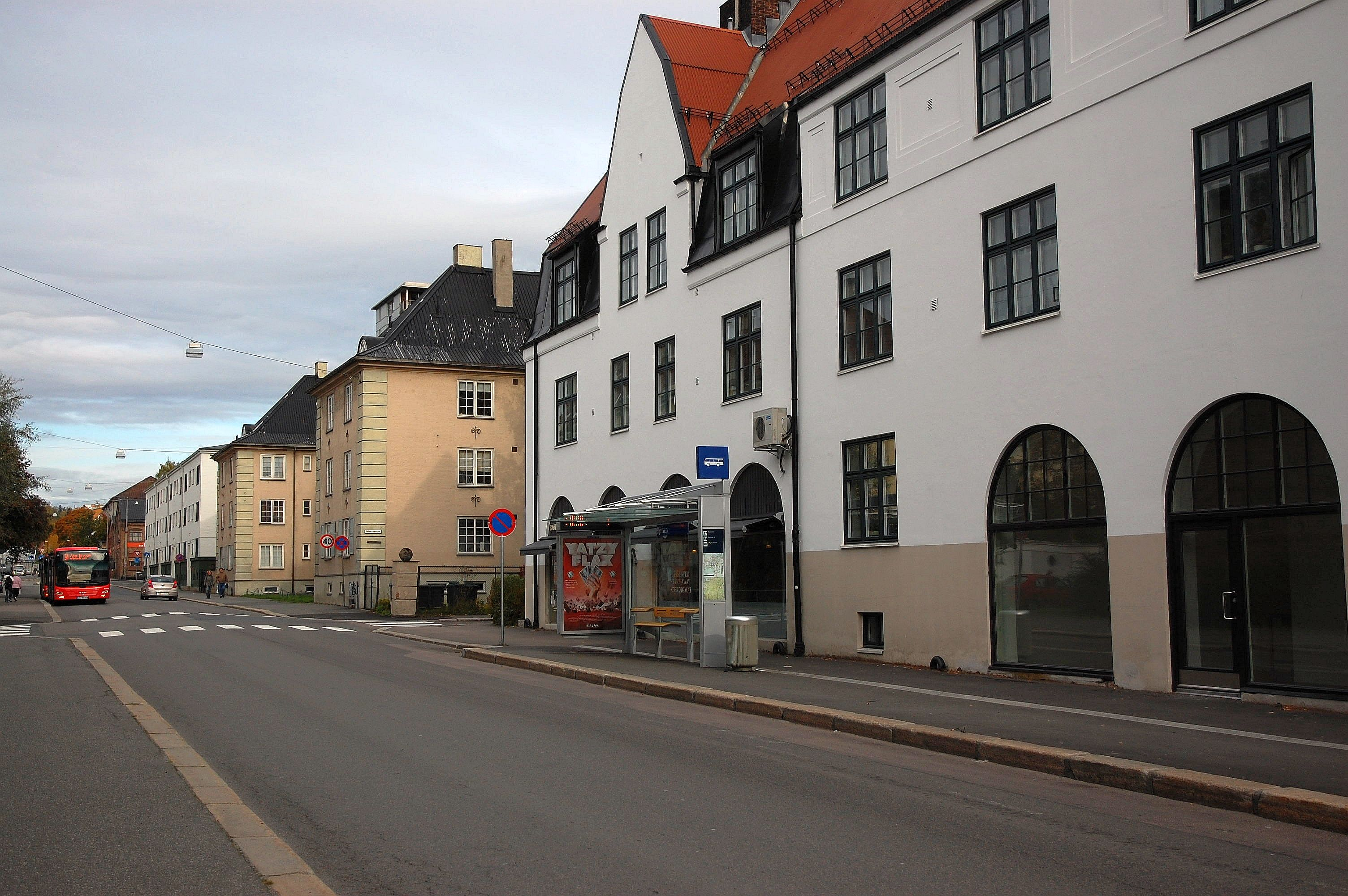
Bergensgata in Bjølsen

Bjølsen ist ein Stadtviertel in der norwegischen Hauptstadt Oslo. Das Wohn- und Industrieviertel liegt im Stadtteil Sagene.

## Lage
Das Stadtviertel liegt westlich der Akerselva im Nordwesten des Stadtteils Sagene. Im Westen von Bjølsen verläuft die Uelands gate, die Straße, die oft als Trennlinie zwischen dem Westen und Osten der Stadt angesehen wird. Bjølsen grenzt unter anderem an die Stadtviertel Nydalen, Tåsen, Sagene und Torshov.
Im Westen des Stadtviertels liegt Voldsløkka, ein Areal mit mehreren Sportanlagen. Des Weiteren befindet sich mit dem Bjølsenparken ein Park in Bjølsen.

## Geschichte
Der für das Viertel namensgebende Hof Bjølsen (Bjølsen gård) wurde erstmals im Jahr 1351 schriftlich erwähnt. Der Hof wurde mehrfach aufgeteilt. Auf Søndre Bjølsen lebte eine Zeit lang der spätere norwegische Ministerpräsident Jens Bratlie. Zum Hof gehörte der Bjølsenparken, der im Jahr 1900 für vier Kronen per Quadratmeter an die Stadt verkauft wurde.
Um das Jahr 1700 entstanden die erste Industriebetriebe am Bjølsenfossen, einem Wasserfall in der Akerselva mit rund 16 Metern Fallhöhe. Gerhard Treschow gründete dort ein Sägewerk, eine Ölmühle sowie eine Seifensiederei. Es folgten weitere Industriebetriebe, die bald das Viertel prägten. Bjølsen wurde im Jahr 1878 durch eine Eingemeindung Teil der Stadt Christiania (heute Oslo). Im selben Jahr wurde mit der Bjølsen skole eine Schule in Bjølsen gegründet. Im Jahr 1884 entstand die Bjølsen Valsemølle (deutsch Bjølsen Walzenmühle), eine der größten Industriebetriebe Bjølsens.
In Folge der 1899 in Betrieb genommenen Sagene-Straßenbahnlinie begann sich Bjølsen in Richtung Norden auszudehnen. Die gegen Ende des 19. Jahrhunderts und zu Beginn des 20. Jahrhunderts entstandenen Mietshäuser prägen bis heute das Bild des Viertels. Nachdem im Jahr 1973 beschlossen worden war, im Rahmen der Stadterneuerung alle baufälligen Gebäude abzureißen, wurden viele alte Holzhäuser und Mietskasernen durch neue Häuserblöcke ersetzt. Von 2001 bis 2003 wurde die Studentensiedlung Bjølsen studentby mit rund 1300 Wohneinheiten errichtet.

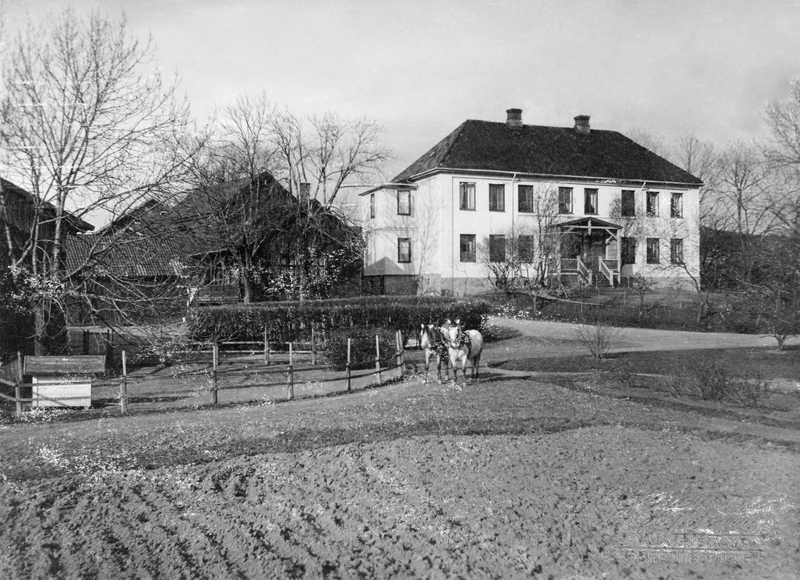
Søndre Bjølsen, 1906
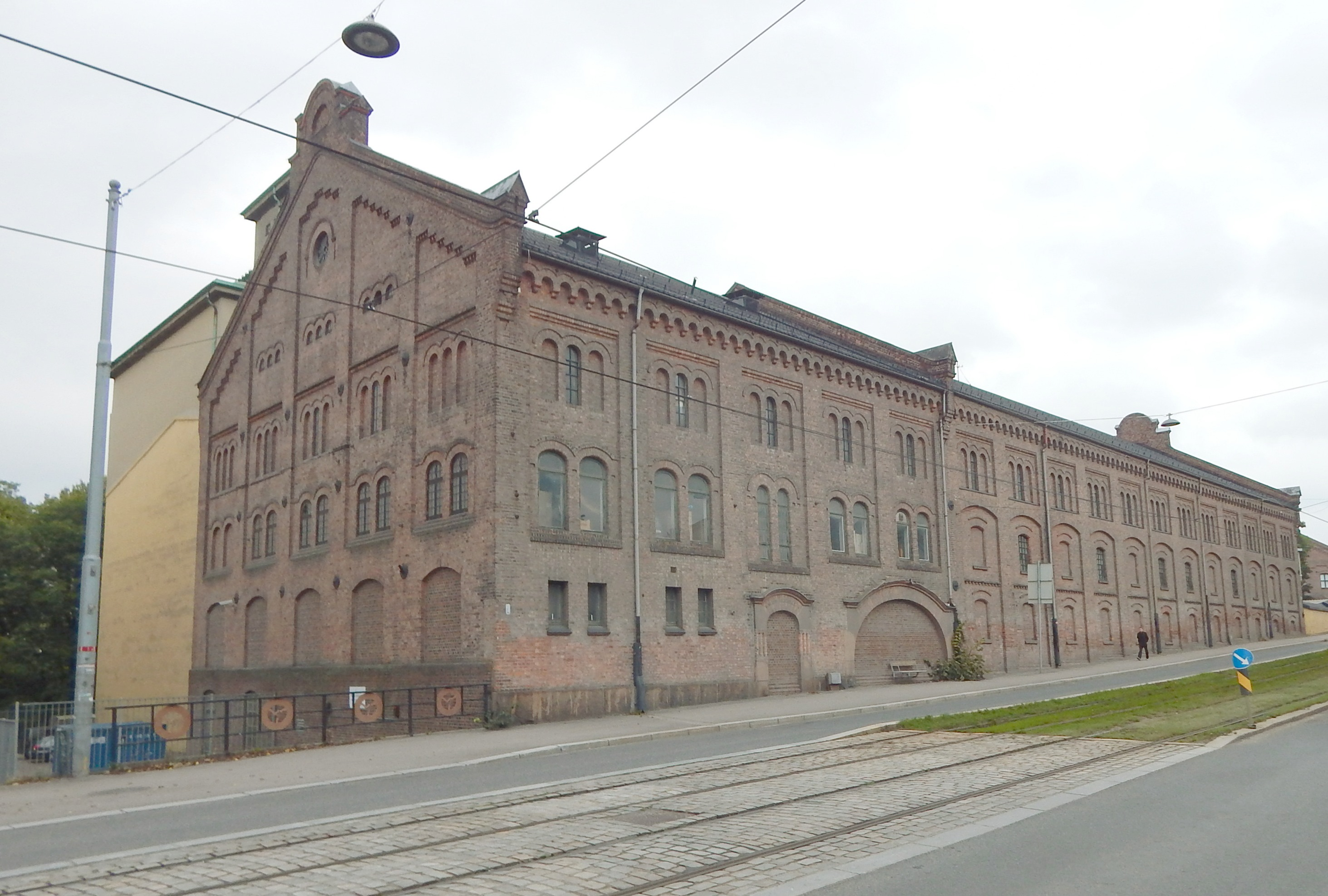
Bjølsen Valsemølle
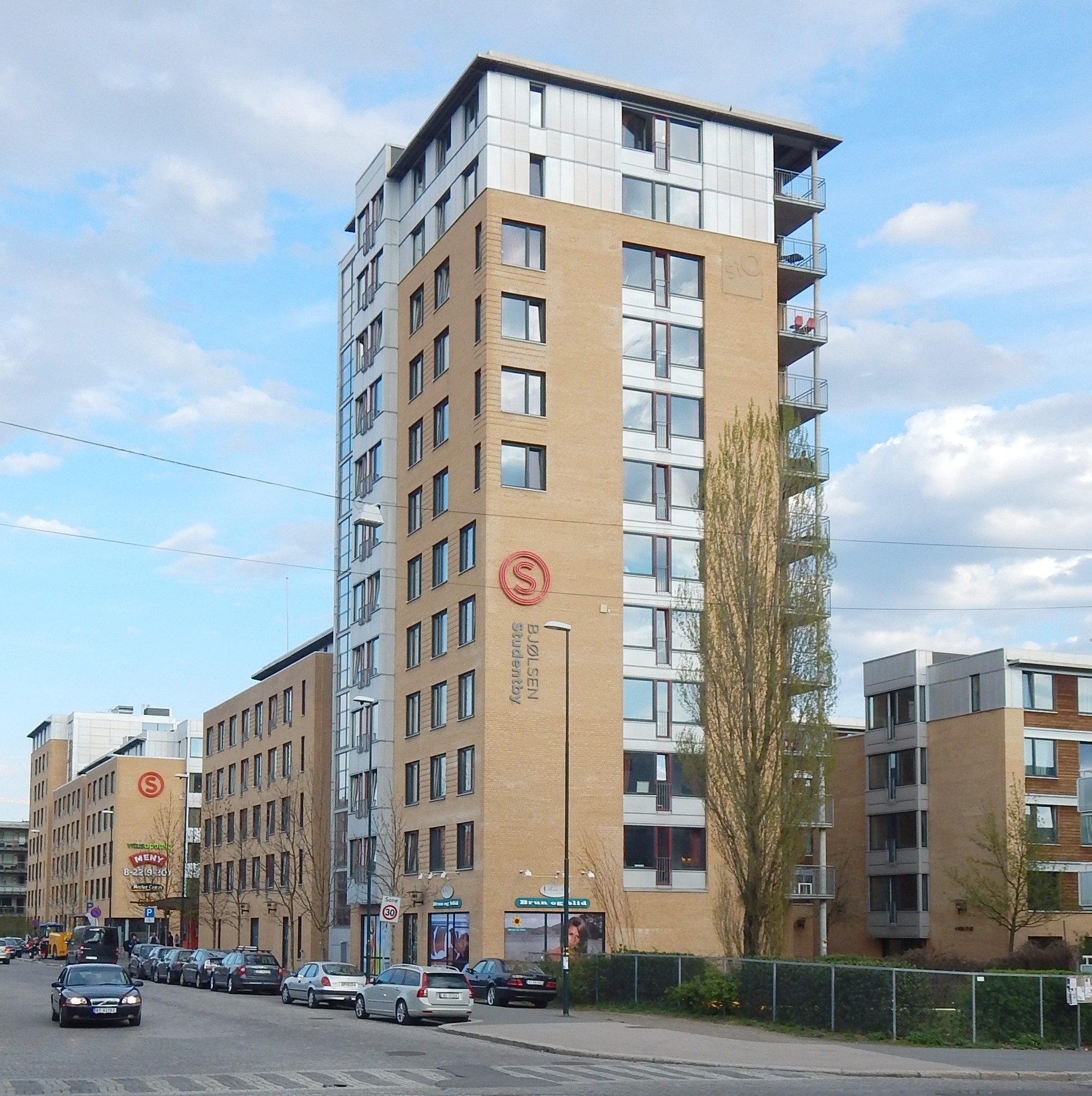
Studentensiedlung in Bjølsen

## Name
Der namensgebende Hof Bjølsen hatte im Altnordischen den Namen Bjorðsin. Die Bedeutung der ersten Silbe ist nicht gesichert. Die zweite Silbe geht auf das Wort „vin“ (deutsch natürliche Wiese) zurück.